# Pokroviteljstvo
Pokrovitelj (anglicizam sponzor, od "to sponsor") je osoba (fizička ili pravna) ili tvrtka koji daje financijsku potporu za pokrivanje troškova akcije, aktivnosti ili primjerice doniranjem nagrade u reklamne svrhe. 
Može biti na području politike, društvenih aktivnosti, znanosti, kulture ili športa. Može biti i pružanje pomoći primjerice pri oglašavanju. 
Aktivnost pokrovitelja je pokroviteljstvo.

## Pokroviteljstvo
Prema austrijskom profesoru A. Hermanns sponzorstvo je uzajamni posao između dva partnera, davatelja i primatelja sponzorstva, gdje se usluga i protuusluga unaprijed konkretno definira.
Za one koje zanima malo opširnija definicija, profesor marketinga s Univerziteta u Baselu, Manfred Bruhn sponzorstvo je definirao na sljedeći način:
"Sponzorstvo je planiranje, organizacija, provedba i kontroliranje aktivnosti uz davanje na raspolaganje novca, stvari ili usluge/a od strane poduzeća za unapređenje osobe/a, organizacije iz sporta, kulture ili socijalnog područja, s ciljem poboljšanja vanjske i interne korporativne komunikacije poduzeća."
U praksi se sponzorstvo često zamijeni s pojmom donacija, što s poreznog aspekta može biti kažnjivo. 
Sponzorstva mogu biti na području politike, društvenih aktivnosti, znanosti, kulture ili športa. 

## Povijest
Od prvih je sponzorskih aktivnosti prošlo više od 100 godina, no za shvaćanje pojma sponzorstva i njegova prilagođavanja zahtjevima marketinga, dovoljno je osvrnuti se na zadnjih 40 godina, pa da se shvate motivi koji su kroz zadnja desetljeća potakli i vodili poduzeća da se uključe u sponzorstvo.
Prema Kim Skildum Ried, međunarodno priznatom stručnjaku na području sponzorstva, postoje četiri generacije sponzorstva:

#### Prva generacija
Prva generacija sponzorstava se odnosi na 70-e i početak 80-ih godina. Tu generaciju predstavlja dobra volja izvršnih direktora koji su odlučivali na kojim će se manifestacijama objavljivati logotip tvrtke ili branda s dugoročnim ciljem podizanja prepoznatljivosti.

#### Druga generacija
Drugu generaciju sponzorstava, koja se odnosi na sredinu 80-ih i početak 90-ih godina, karakterizirale su odluke koje su temeljile na mogućnostima direktnog povećanja prodaje.

#### Treća generacija
Treća generacija je jako napredovala jer je primjenjivala kombinaciju "benefita" prve i druge generacije te je razmišljala o povezivanju sponzoriranog (manifestacije, kluba, individualnog sportaša) sa zaštitnim znakom tvrtke.
- Navedene tri generacije imale su tzv. win-win situaciju. Cilj sponzora bio je da iskoristi potencijale sponzoriranog za upotpunjenje svoje marketinške strategije, a sponzoriranima je cilj bio da svoju sportsku djelatnost obavljaju nesmetano.

#### Četvrta generacija
Četvrta generacija objedinjuje sve karakteristike prethodnih generacija stavljajući u fokus još jednu dimenziju - sponzorovu ciljnu skupinu. Više nije bitno kako zadovoljiti sponzora i zahtjeve njegovog branda već kako doprijeti do njegove ciljne skupine i koje koristi od sponzorstva ona može imati. Najveće blago kluba, udruge događanja ili sportaša su njihov imidž i emocije koje se uz njihovo spominjanje vežu pa se sponzorstvo koristiti kao kanal za komuniciranje tih doživljaja.

## Vrste sponzorstava
U praksi se susrećemo s mnogim vrstama sponzorstava:
- generalno sponzorstvo
- "title" sponzorstvo
- službeni dobavljači koji u prezentaciji prema javnosti dobivaju karakteristike sponzora